# Železniční doprava v Integrovaném dopravním systému Jihomoravského kraje
Příměstská a regionální železniční doprava v Jihomoravském kraji je plně začleněna do Integrovaného dopravního systému Jihomoravského kraje (IDS JMK) a tvoří jeho páteř. Kromě Jihomoravského kraje zajíždějí vlakové linky IDS JMK i do vybraných měst a obcí v okolních krajích (Březová nad Svitavou, Moravské Budějovice, Náměšť nad Oslavou, Nezamyslice, Uherské Hradiště), na Slovensko (Myjava) a do Rakouska (Retz). V prosinci 2024 bylo v provozu 19 linek osobních vlaků a devět linek rychlíků a spěšných vlaků. Majoritním dopravcem jsou České dráhy, dále Arriva vlaky a RegioJet, okrajově také rakouské Österreichische Bundesbahnen.

## Historie

### Příměstská doprava v okolí Brna před vznikem IDS JMK
Příměstská a regionální železniční doprava existovala v Jihomoravském kraji i před 1. lednem 2004. Ve vlacích ale platil pouze tarif Českých drah jakožto jejich provozovatele a intervaly mezi spoji nebyly nijak pravidelné, což se změnilo až se vznikem IDS JMK.

### Nástup integrované dopravy
Dne 1. ledna 2004 byl zahájen provoz Integrovaného dopravního systému Jihomoravského kraje. Jeho účelem bylo zavést pravidelnou dopravu do všech obcí v kraji, sjednotit tarify jednotlivých dopravců a pomocí jednotného jízdního dokladu platného na všech linkách zjednodušit cestování. Nejdůležitější součástí systému se stala železnice, na kterou ve významných přestupních uzlech navazují jednotlivé regionální autobusové linky.
V první etapě (od 1. ledna 2004) byl IDS JMK zřízen v oblasti přibližně mezi Velkou Bíteší, Tišnovem, Blanskem, Vyškovem a Brnem. V následujících letech se IDS rozšiřoval i do dalších oblastí. V polovině roku 2010 se rozšířil na Znojemsko, kde bylo zahrnuto posledních 163 obcí. Od té doby funguje IDS JMK na celém území Jihomoravského kraje. V březnu 2014 byla železniční linka S91 prodloužena na slovenské území do Myjavy, od 12. prosince 2019 je možné cestovat vlakovou linkou S82 s jízdenkami IDS JMK mezi Znojmem a rakouským městem Retz. Poslední rozšíření proběhlo na začátku roku 2020, kdy byly do systému začleněny železniční tratě v okolí Uherského Hradiště.

### Integrace vlakových linek
Již od počátku byly do tohoto projektu zapojeny osobní vlaky jezdící v zaintegrované oblasti (rychlíky byly zahrnuty až později). Jednotlivé spoje nekončily v poslední stanici zaintegrovaného území, ale pokračovaly do konečné stanice již bez označení IDS JMK. Novinkou bylo zavedení pravidelných intervalů mezi spoji na hlavních tratích (směr Blansko a Tišnov, později i na ostatních tratích). Označovače jízdenek byly, na rozdíl od ostatních druhů dopravy v IDS (autobusy, trolejbusy, tramvaje), instalovány na nástupištích, nikoliv ve vozidlech.
Vlakové linky jsou od zahájení provozu IDS označeny písmenem S (zřejmě z německého S-Bahn) a čísla. Pro odbočné linky z hlavních linek byly zaveden systém, kdy tato odbočná linka má stejné označení jako linka hlavní s doplněnou druhou číslicí (hlavní linka S4 ⇒ odbočná linka S41). Po zapojení rychlíků do IDS se pro jejich označení písmeno R. Rychlíkové linky nesly do roku 2016 shodné číslo s linkou osobních vlaků, která po dané trati jezdila (linka R4 byla v provozu po trati linky S4). Z důvodu celostátního sjednocení číslování dálkových linek byly rychlíkové linky IDS JMK k 11. prosinci 2016 přečíslovány a jejich označení již tak nesouvisí s číslem linky osobních vlaků.
Do IDS JMK není začleněna trať Břeclav–Lednice, kde jezdí pouze v letní sezóně turistické historické vlaky. V souvislosti s rozšiřování IDS JMK byl zastaven osobní provoz na dvou regionálních drahách, jejichž cestující převzaly lépe směrované autobusové linky. Jedná se o tratě Vranovice–Pohořelice (provoz ukončen 12. prosince 2008) a Hrušovany nad Jevišovkou-Šanov – Hevlín (provoz ukončen 30. června 2010).. Od 1. července 2023 byl kvůli malému zájmu cestujících přerušen pravidelný provoz osobních vlaků mezi Boskovicemi a Velkými Opatovicemi.

### Výluky na brněnském hlavním nádraží
Po roce 2010 došlo ke třem velkým železničním výlukám (2013, 2017, 2018–2019), kdy byla částečně uzavřena stanice Brno hlavní nádraží, nebo tratě ústící do ní. Vlakové linky IDS JMK, vedoucí přes tuto centrální stanici, i dálkové linky tak byly dočasně přesměrovány nebo ukončeny na jiných brněnských nádražích, včetně nákladní stanice Brno dolní nádraží, která byla provizorně upravena i pro osobní dopravu. Při výluce v letech 2018–2019 byla zřízena nová vlaková linka S33.

### Soukromí dopravci
Jihomoravský kraj chystal od roku 2016 otevření části výkonů pro vítězného dopravce v připravovaném výběrovém řízení. V první fázi mělo jít o linky S6 a R6 z Brna směrem na Kyjov a dále, které tvoří celkem 18 % výkonů osobní dopravy v kraji. Liberalizace trhu krajské železniční dopravy však byla odložena. Teprve 15. prosince 2024 převzal dopravce Arriva vlaky provoz na linkách S8, S52 a S91. Dopravce zvítězil ve výběrovém řízení Jihomoravského kraje, kde nabídl nižší cenu a porazil tak České dráhy. Arriva na tyto linky nasazuje motorové jednotky Stadler GTW.

### Modernizace infrastruktury
V roce 2018 byla zahájena obnova a elektrizace dlouho nevyužívané trati Hrušovany u Brna – Židlochovice. Pravidelný provoz osobních vlaků linky S3 na zrekonstruované trati byl zahájen 15. prosince 2019, čtyřicet let po ukončení osobní dopravy v roce 1979. Dne 12. prosince 2020 byl zahájen provoz na modernizované trati z Šakvic do Hustopečí u Brna, která byla rovněž nově elektrizována. Počínaje tímto datem končí vlaky linky S3 střídavě v Židlochovicích a Hustopečích. Od roku 2020 probíhala modernizace a elektrizace trati z Brna do Zastávky u Brna. V rámci první etapy (Brno – Střelice) byly v prosinci 2021 zprovozněny nové zastávky v Brně-Starém Lískovci a Ostopovicích. Druhá etapa, která zahrnovala také zdvoukolejnění úseku ze Střelic do Zastávky u Brna, byla ukončena v prosinci 2024.
Další připravovanou stavbou je Boskovická spojka, která umožní vedení přímých osobních vlaků z Brna do Boskovic bez nutnosti přestupu ve Skalici nad Svitavou. Zahájení výstavby bylo v roce 2024 plánováno na rok 2025.

## Vozový park
Prvními příměstskými vozidly v Brně se staly dvě prototypové elektrické jednotky řady SM 488.0 (později řady 560), které byly vyrobeny v roce 1966. Sériová výroba následovala v letech 1970 a 1971. Do Brna bylo dodáno celkem 9 jednotek, které jezdily na jediné elektrifikované brněnské trati ve směru ze Žďáru nad Sázavou do Břeclavi. Ostatní tratě vedoucí přes Brno byly obsluhovány motorovými vozy a vlaky taženými parními a motorovými lokomotivami. V 90. letech 20. století došlo k elektrifikaci trati z Brna do České Třebové, která se stala součástí prvního železničního koridoru. Nedostatek elektrických jednotek znamenal nástup souprav tvořených lokomotivami řady 242 a osobními vozy Bdmtee.[zdroj?]
Na konci roku 2017 se Jihomoravský kraj rozhodl pořídit, s pomocí fondů Evropské unie, do svého vlastnictví nové elektrické jednotky, které by zajistily provoz na nejvytíženějších linkách S2 a S3. Celkem 37 vlakových jednotek Moravia z rodiny RegioPanter výrobce Škoda Transportation za 6,5 miliardy korun uváděly České dráhy do provozu v letech 2022 a 2023. Kromě linek S2 a S3 jezdí i na linkách S51 ze Šakvic do Břeclavi a S9 z Břeclavi do Hodonína. České dráhy mají na základě smlouvy uzavřené s Jihomoravským krajem v květnu 2024 jednotky provozovat minimálně do roku 2034.
V úseku Brno hlavní nádraží – Střelice (linka S4) vozí od konce dubna 2024 cestující elektrické jednotky RegioPanter Českých drah. Od prosince 2024, kdy byla dokončena elektrizace trati do Zastávky u Brna, zajíždí tyto jednotky až tam. Jednotky RegioPanter jsou od konce roku 2024 nasazeny také na osobní vlaky z Břeclavi do Přerova (linka S9), kde nahradily klasické soupravy s lokomotivou a osobními vozy.
Na neelektrizovaných tratích zajišťují provoz starší motorové jednotky a vozy řad 810, 814, 842 a 854 s přípojnými vozy Bdtn a ABfbrdtn. Na linkách S4 a S6 jezdí také soupravy tvořené lokomotivou řady 754 a vozy Bdmtee. Od 15. prosince 2024 je doplnily motorové vozy řady 843 a přípojnými vozy Btn, které postupně nahrazují dosluhující řadu 854. Od stejného data společnost Arriva vlaky provozuje na linkách S8, S52 a S91 nízkopodlažní motorové jednotky Stadler GTW 2/6 (řada 848).
V červnu 2024 vypsal Jihomoravský kraj výběrové řízení na dopravce, který má od prosince 2029 provozovat linky S4, S6, S41, S61, R54 a R56. Jihomoravský kraj se také vyjádřil, že chce soutěžit dodavatele nových hybridních (bateriových) jednotek, od kterého bude vítězný dopravce povinen vlaky odebrat.

## Místní vlakové linky
| Linka | Trasa                                                                                                  | Délka linky | Počet stanic | Interval      | Dopravce          | Vozidla                                             |
| ----- | --- | ----------- | ------------ | ------------- | ----------------- | --------------------------------------------------- |
| S2    | Vyškov na Moravě – Křenovice horní nádraží – Sokolnice-Telnice – Brno hl. nádraží – Blansko – Letovice | 94 km       | 26           | 15 až 60 min  | České dráhy       | 530, 550                                            |
| S21   | Skalice nad Svitavou – Boskovice                                                                       | 5 km        | 2            | 30 až 60 min  | České dráhy       | 814                                                 |
| S22   | Letovice – Březová nad Svitavou (– Česká Třebová)                                                      | 10 km       | 4            | 60 až 120 min | České dráhy       | 640, 841 362, Bdmtee, Bfhpvee                       |
| S3    | Hustopeče u Brna/Židlochovice – Rajhrad – Brno hl. nádraží – Tišnov – Křižanov                         | 107 km      | 30           | 15 až 60 min  | České dráhy       | 530, 550                                            |
| S31   | Tišnov – Nedvědice – Bystřice nad Pernštejnem – Rovné-Divišov (– Žďár nad Sázavou)                     | 39 km       | 11           | 60 až 120 min | České dráhy       | 814, 847 750.7, 754, Bdmtee                         |
| S4    | Brno hlavní nádraží – Střelice – Zastávka u Brna                                                       | 23 km       | 11           | 20 až 60 min  | České dráhy       | 640, 650                                            |
| S41   | Brno hlavní nádraží – Střelice – Mor. Bránice – Ivančice/Hrušovany nad Jevišovkou-Šanov                | 69 km       | 19           | 30 až 60 min  | České dráhy       | 842, ABfbrdtn                                       |
| S42   | Zastávka u Brna – Náměšť nad Oslavou – Třebíč (– Jihlava)                                              | 40 km       | 8            | 60 až 120 min | České dráhy       | 841, 843, Btn                                       |
| S5    | Staré Město u Uherského Hradiště – Uherské Hradiště – Kunovice (– Bylnice)                             | 7 km        | 3            | 60 min        | Arriva vlaky      | 846, 848                                            |
| S51   | Šakvice – Zaječí – Břeclav                                                                             | 25 km       | 6            | 60 až 120 min | České dráhy       | 550                                                 |
| S52   | Zaječí – Čejč – Hodonín                                                                                | 37 km       | 10           | 60 až 120 min | Arriva vlaky      | 848                                                 |
| S6    | Brno hlavní nádraží – Slavkov u Brna – Kyjov – Veselí nad Moravou – Staré Město u Uh. Hradiště         | 111 km      | 32           | 30 až 120 min | České dráhy       | 754, Bdmtee 842, 843, 854 Btn, Bftn, Bdtn, ABfbrdtn |
| S61   | Bzenec – Moravský Písek                                                                                | 4 km        | 3            | 30 až 60 min  | České dráhy       | 810                                                 |
| S71   | Vyškov na Moravě – Ivanovice na Hané – Nezamyslice (– Přerov)                                          | 16 km       | 5            | 120 min       | České dráhy       | 640.2                                               |
| S8    | Břeclav – Mikulov na Moravě – Hrušovany nad Jevišovkou-Šanov – Znojmo                                  | 69 km       | 15           | 30 až 120 min | Arriva vlaky      | 848                                                 |
| S81   | Znojmo – Šumná – Moravské Budějovice (– Okříšky – Jihlava – Havlíčkův Brod)                            | 38 km       | 9            | 60 až 120 min | České dráhy       | 814, 847                                            |
| S82   | Znojmo – Šatov – Retz (– Vídeň)                                                                        | 11 km       | 5            | 120 min       | České dráhy a ÖBB | 1116 ÖBB a patrové vozy                             |
| S9    | Břeclav – Hodonín – Moravský Písek – Staré Město u Uh. Hradiště (– Přerov)                             | 54 km       | 13           | 60 až 120 min | České dráhy       | 550, 640.2                                          |
| S91   | Hodonín – Strážnice – Veselí nad Moravou – Vrbovce – Myjava                                            | 59 km       | 19           | 60 až 120 min | Arriva vlaky      | 848                                                 |

### Linka S2

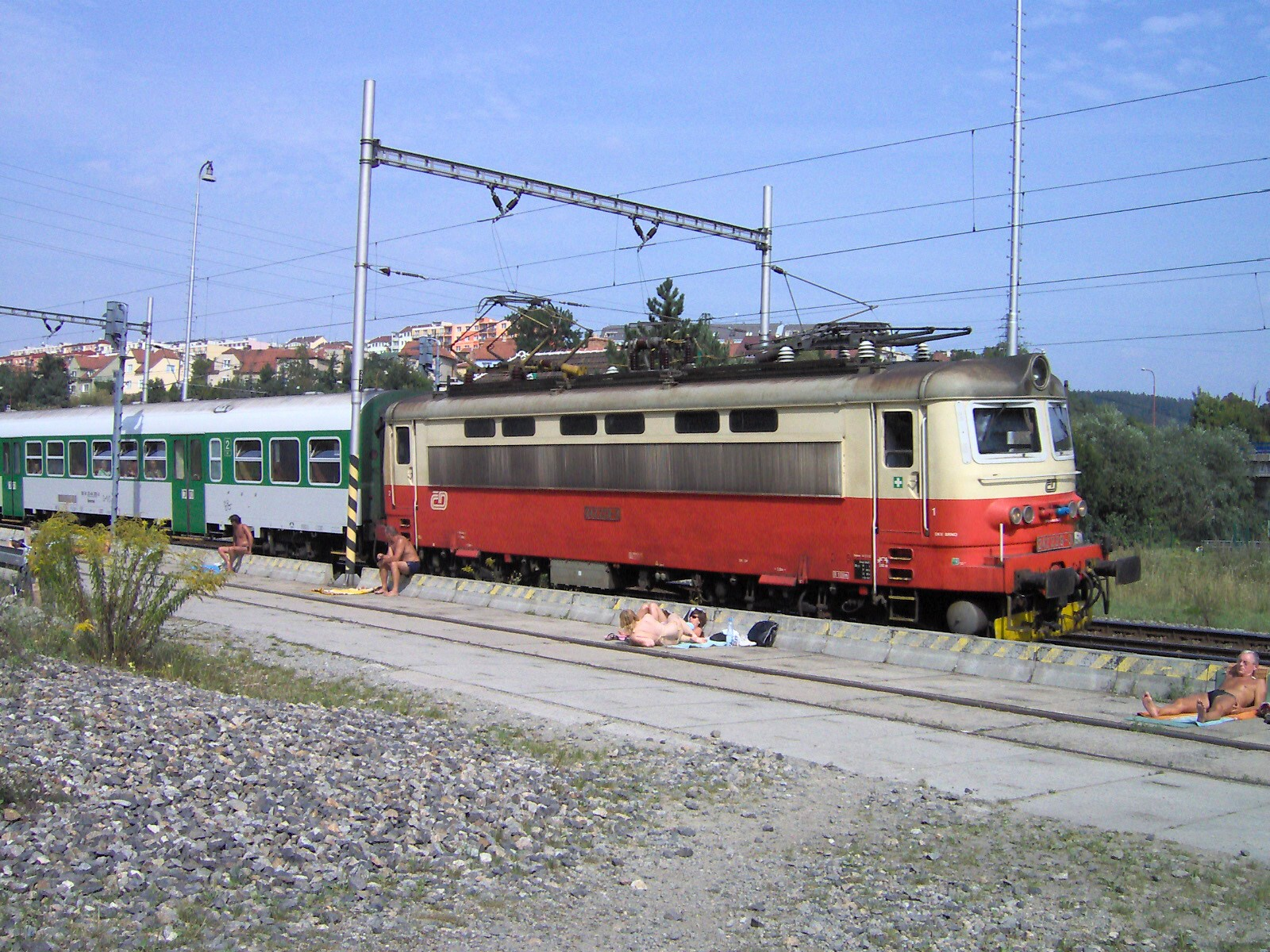
Vlak linky S2 s lokomotivou řady 242 u blanenského lomu

Linka S2 patří k páteřním vlakovým linkám IDS JMK. Vznikla již na počátku projektu 1. ledna 2004, označení S2 bylo použito pro vlaky mezi Brnem a Blanskem. Již od této doby byl na lince zaveden taktový jízdní řád. V roce 2005 zanikla krátká linka S7, která byla nahrazena prodloužením linky S2 do Chrlic. V souvislosti s rozšiřováním IDS JMK byla linka S2 postupně prodloužena do Křenovic na jednom konci a do Letovic na konci druhém. V roce 2011 byla začleněna i trasa z Letovic do Březové nad Svitavou, do té doby obsluhovaná linkou S22. Od roku 2013 jsou na lince přidány posilové spoje Brno hlavní nádraží – Blansko. Od prosince 2024 jsou vybrané spoje prodlouženy z Křenovic do Holubic a Vyškova na Moravě. Je vedena po tratích Brno–Přerov (Křenovice horní nádraží – Brno hlavní nádraží) a Brno – Česká Třebová (Brno hlavní nádraží – Letovice). Od prosince 2019 je trasa z Letovic do Březové nad Svitavou opět vedená samostatně jako linka S22.
Právě na lince S2 byly od jejího vzniku jako první zaintegrovány některé vybrané rychlíky (v úseku Brno – Blansko), ačkoliv nebyly označeny jako samostatná linka R2.
Od zprovoznění linky byla vozba zajišťována elektrickými jednotkami řady 560, které na několika vlacích doplňovaly elektrické lokomotivy řady 242 nebo 210 ve spojení s vozy Bdmtee. Následkem úbytku provozuschopných jednotek řady 560 jezdily na části vlaků od září 2013 vratné soupravy s řídícími vozy Bfhpvee, vloženými vozy Bdmtee a upravenými lokomotivami řady 242, které byly vybaveny vlakovou linkou WTB. Na vložených spojích do Blanska a později i do Rájce-Jestřebí jezdily motorové jednotky řady 814.2. Od roku 2023 jsou na všech spojích nasazeny krajské jednotky Moravia.
Vývoj trasy (pouze nejdůležitější stanice):
- od 1. ledna 2004: Brno hlavní nádraží – Adamov – Blansko – Blansko-Dolní Lhota
- od 1. ledna 2005: Chrlice – Brno hlavní nádraží – Adamov – Blansko – Blansko-Dolní Lhota
- od 1. září 2005: Křenovice horní nádraží – Brno hlavní nádraží – Adamov – Blansko – Blansko-Dolní Lhota
- od 4. března 2007: Křenovice horní nádraží – Brno hlavní nádraží – Adamov – Blansko – Skalice nad Svitavou – Letovice
- od 11. prosince 2011: Křenovice horní nádraží – Brno hlavní nádraží – Adamov – Blansko – Skalice nad Svitavou – Letovice – Březová nad Svitavou
- od 15. prosince 2019: Křenovice horní nádraží – Brno hlavní nádraží – Adamov – Blansko – Skalice nad Svitavou – Letovice
- od 15. prosince 2024: Vyškov na Moravě – Holubice – Křenovice horní nádraží – Brno hlavní nádraží – Adamov – Blansko – Skalice nad Svitavou – Letovice

### Linka S21
Číslem S21 byly na jaře 2007 označeny vlaky spojující Skalici nad Svitavou (linka S2) a Jevíčko. Při začlenění tratě do IDS JMK byla zrušena zastávka Světlá, která se nachází poměrně daleko od obce uprostřed polí. V souvislosti s optimalizací dopravy v Pardubickém kraji byl v prosinci 2011 zastaven provoz vlaků na trati 262 mezi Velkými Opatovicemi a Moravskou Třebovou, linka S21 tedy přestala obsluhovat nádraží v Jevíčku, které se nachází mimo intravilán města. V roce 2023 byla linka zkrácena o málo využívaný úsek z Boskovic do Velkých Opatovic.
Na lince jsou nasazovány motorové jednotky řady 814, které zde v září 2012 vystřídaly starší motorové vozy řady 810.
Vývoj trasy (pouze nejdůležitější stanice):
- od 4. března 2007: Skalice nad Svitavou – Boskovice – Velké Opatovice – Jevíčko
- od 11. prosince 2011: Skalice nad Svitavou – Boskovice – Velké Opatovice
- od 1. července 2023: Skalice nad Svitavou – Boskovice

### Linka S22
Linka S22 byla a opět je prodloužením linky S2. Navazovala na ni v Letovicích a pokračovala dále po trati Brno – Česká Třebová až na hranice kraje. Vznikla při rozšiřování IDS JMK na Boskovicko na jaře 2007. V roce 2011 byla nahrazena prodlouženou linkou S2. Od prosince 2019 je opět v provozu.
Jezdí zde elektrické jednotky řady 640, motorové vozy řady 841 a také vlaky tažené lokomotivami řady 362 ve spojení s vozy Bdmtee a Bfhpvee.[ve zdroji nenalezeno]
Vývoj trasy (pouze nejdůležitější stanice):
- 4. března 2007 – 10. prosince 2011: Letovice – Březová nad Svitavou
- od 15. prosince 2019: Letovice – Březová nad Svitavou

### Linka S3

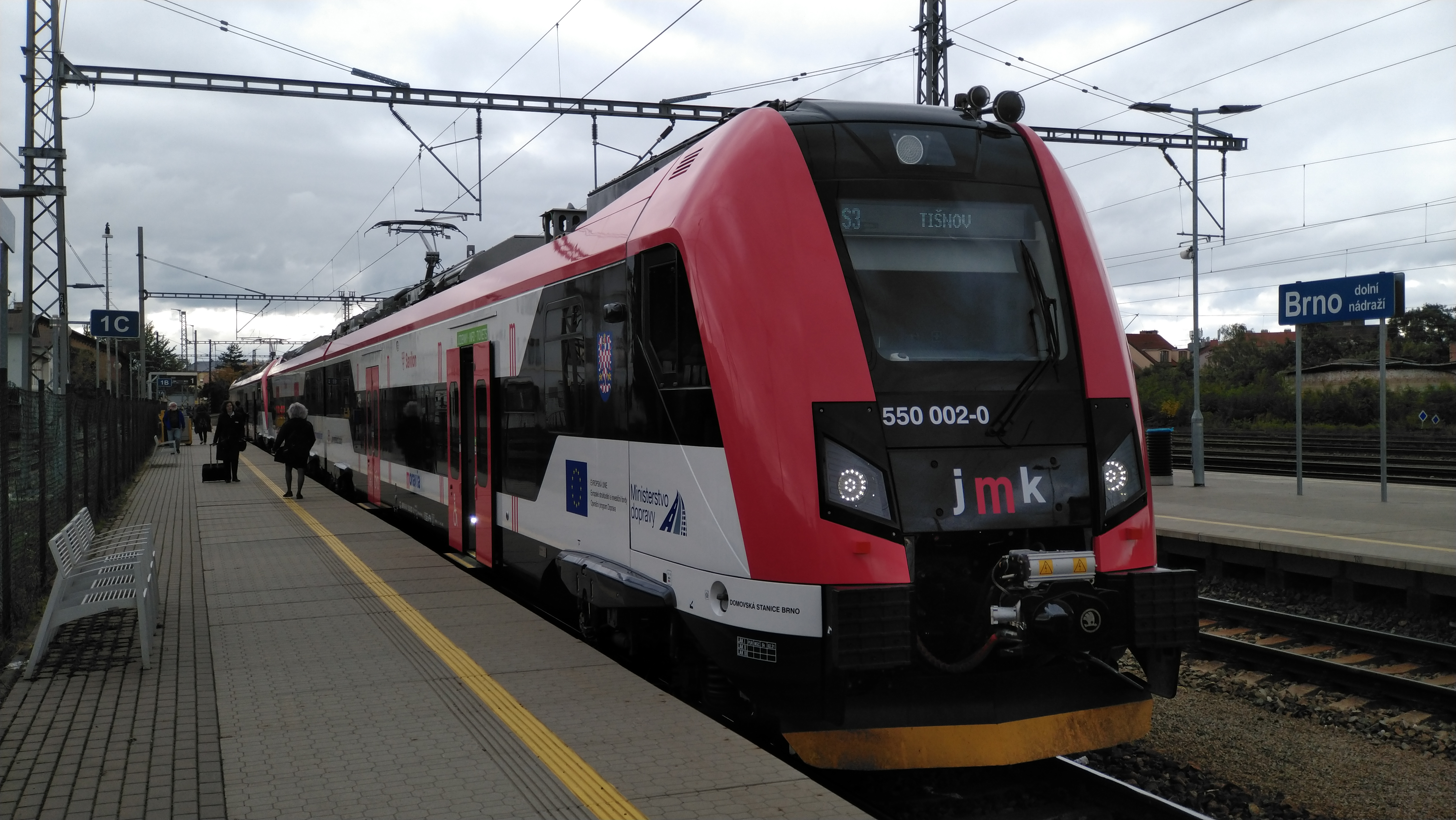
Elektrická jednotka řady 550 ve stanici Brno dolní nádraží

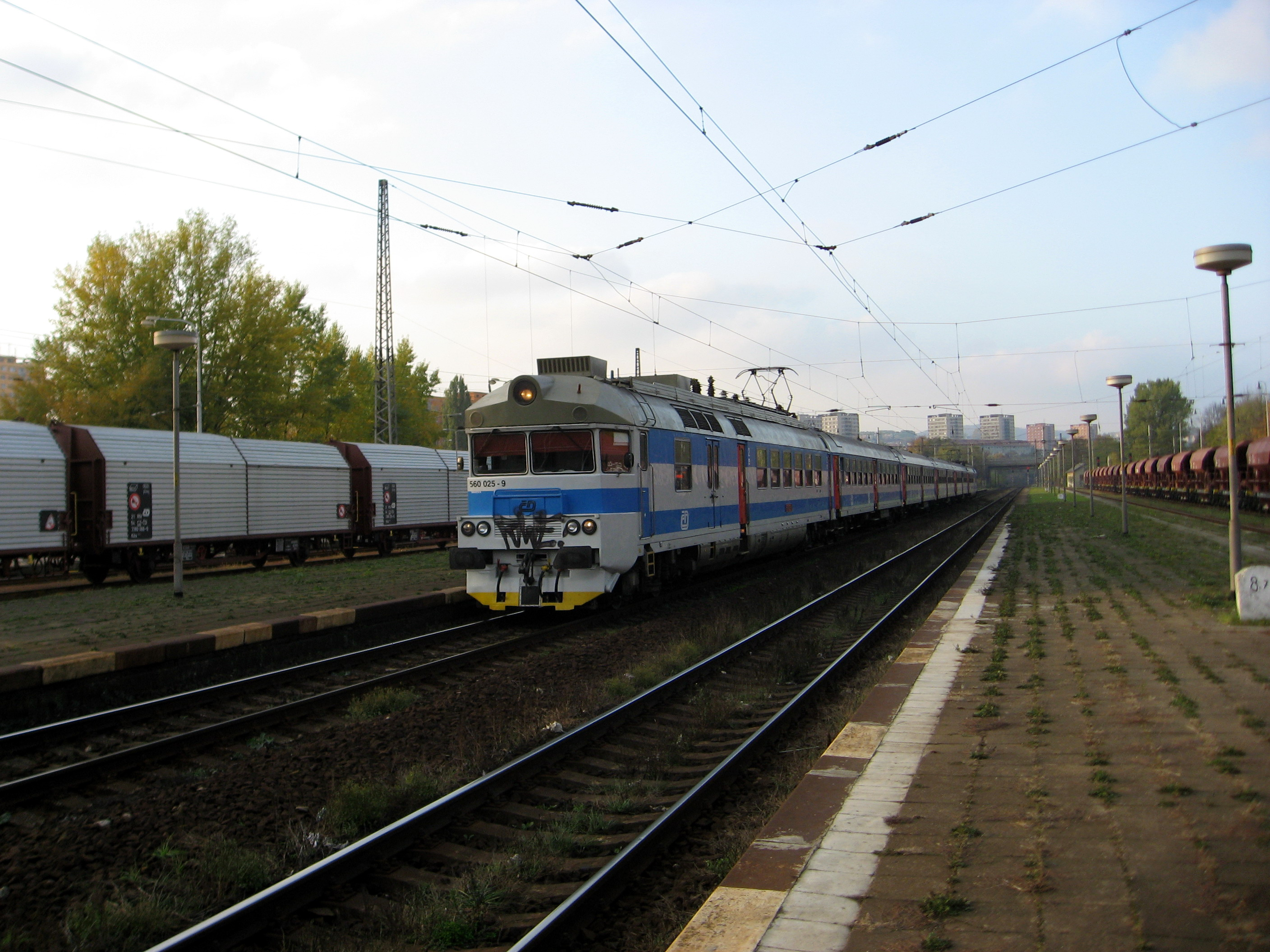
Elektrická jednotka řady 560 na lince S3 v Brně-Králově Poli

Vznik linky S3 je datován se vznikem samotného IDS JMK 1. ledna 2004, kdy byly takto označeny vlaky na tratích Břeclav–Brno a Brno – Havlíčkův Brod mezi Modřicemi a Tišnovem. Postupně s rozšiřováním IDS byla linka několikrát prodloužena do trasy Břeclav – Níhov. V prosinci 2019 byla do linky zahrnuta i znovu zprovozněná odbočka do Židlochovic, kam část vlaků ze stanice Hrušovany u Brna zajíždí a končí zde, zatímco ostatní zajíždí přes Šakvice do Hustopečí u Brna.
Na lince S3 byly nasazovány především lokomotivy řady 242 s vozy Bdmtee. Dále zde byly turnusovány lokomotivy řady 263. Motorové jednotky řady 814.2 a motorové vozy řady 842 ve spojení s vozem Bdtn zajišťovaly provoz posilových vlaků Hrušovany u Brna – Tišnov. Od roku 2023 jsou na všech spojích nasazeny krajské jednotky Moravia.
Vývoj trasy (pouze nejdůležitější stanice):
- od 1. ledna 2004: Modřice – Brno hlavní nádraží – Brno-Královo Pole – Kuřim – Tišnov
- od 1. ledna 2005: Modřice – Brno hlavní nádraží – Brno-Královo Pole – Kuřim – Tišnov – Níhov
- od 1. září 2005: Popovice – Brno hlavní nádraží – Brno-Královo Pole – Kuřim – Tišnov – Níhov
- od 1. září 2006: Vranovice – Brno hlavní nádraží – Brno-Královo Pole – Kuřim – Tišnov – Níhov
- od 14. prosince 2008: Břeclav – Zaječí – Šakvice – Vranovice – Brno hlavní nádraží – Brno-Královo Pole – Kuřim – Tišnov – Níhov
- od 15. prosince 2019: Břeclav – Zaječí – Šakvice – Vranovice – / Židlochovice – Brno hlavní nádraží – Brno-Královo Pole – Kuřim – Tišnov – Níhov
- od 13. prosince 2020: Hustopeče u Brna – Šakvice – Vranovice – / Židlochovice – Brno hlavní nádraží – Brno-Královo Pole – Kuřim – Tišnov – Níhov
- od 1. července 2023: Hustopeče u Brna – Šakvice – Vranovice – / Židlochovice – Brno hlavní nádraží – Brno-Královo Pole – Kuřim – Tišnov – Křižanov

### Linka S31

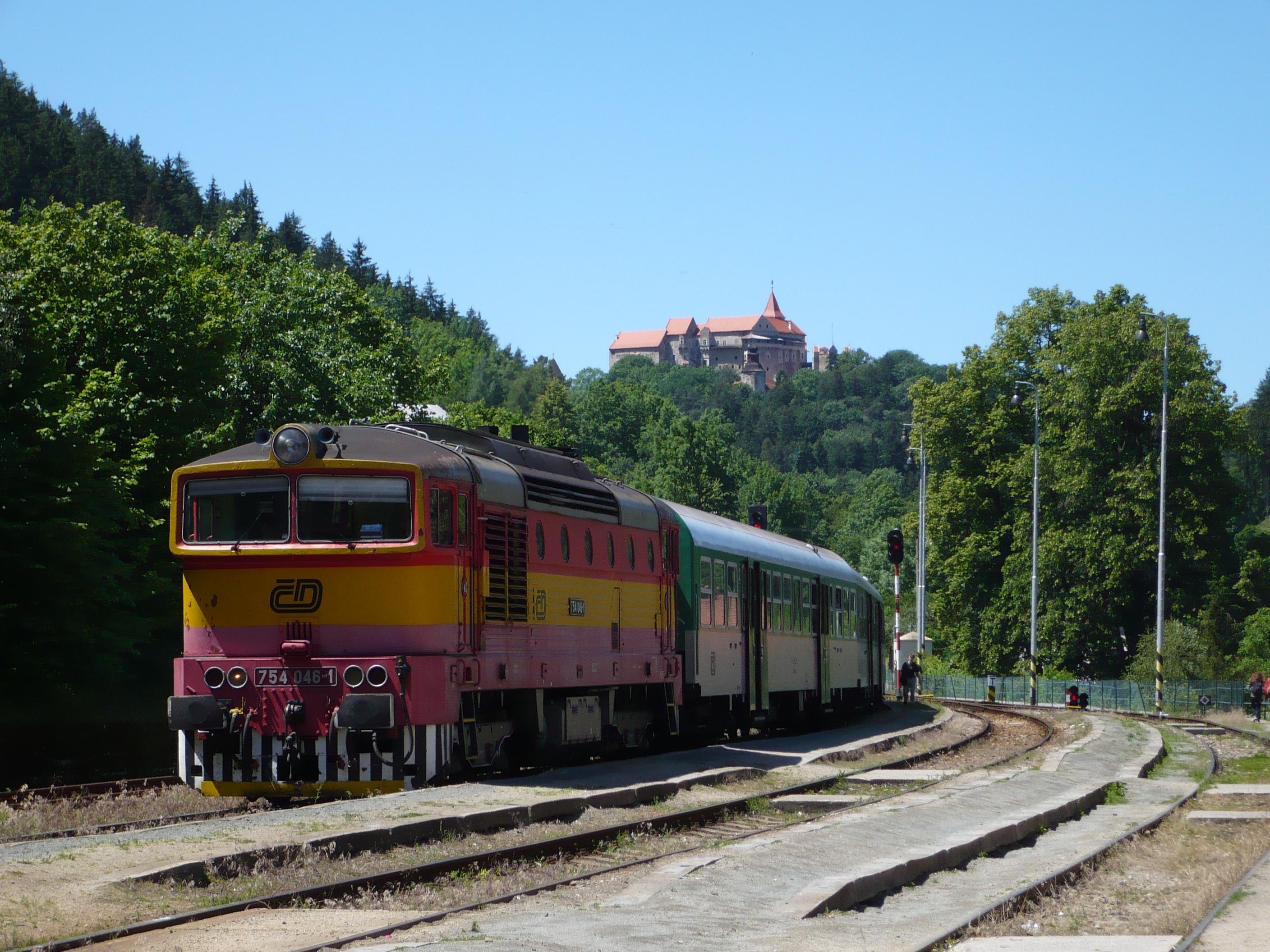
Lokomotiva řady 754 v čele vlaku linky S31 v Nedvědici

Linka S31 byla zavedena v roce 2005 v trase Tišnov (linka S3) – Nedvědice (trať Žďár nad Sázavou – Tišnov). V roce 2014 byla prodloužena do Rovného-Divišova.
Do roku 2008 byly provozovány na lince S31 především lokomotivy řady 714 s přívěsnými vozy Btax a BDtax, jejichž pozici postupně převzaly motorové jednotky řady 814.2. Od prosince 2024 jsou na většině spojů nasazeny motorové jednotky řady 847. Spěšný vlak Pernštejn s osobními vozy Bdmtee je veden lokomotivou řady 750.7, občas však místo ní na čele vlaku vyráží lokomotiva řady 754.
Vývoj trasy (pouze nejdůležitější stanice):
- od 1. ledna 2005: Tišnov – Nedvědice
- od 1. července 2014: Tišnov – Nedvědice – Bystřice nad Pernštejnem – Rovné-Divišov

### Linka S4
Jako S4 byly označeny vlakové spoje z Brna po trati směrem na Jihlavu 1. ledna 2004. Zaintegrovaný úsek sahal nejdříve pouze do Omic, později byl postupně prodloužen do Náměště nad Oslavou, celá trasa je vedena po trati Brno–Jihlava. V roce 2020 začala elektrizace úseku z Brna do Zastávky u Brna, která byla dokončena 14. prosince 2024. Od následujícího dne byla linka S4 zkrácena do Zastávky u Brna, kde je možný přestup na navazující linku S42 směr Náměšť nad Oslavou a Třebíč vedenou motorovými vozy.
Dopravu vlaků v minulosti zajišťovalo velké množství motorových lokomotiv i vozů, především řady 842 a 854 s přívěsnými vozy Bdtn, Bmx či řídícími vozy ABfbrdtn. Jeden pár vlaků byl dopravován lokomotivou řady 754 s osobními vozy BDsee a Bdmteeo. Do roku 2012 byly na lince S4 provozovány také motorové vozy řady 850, od roku 2008 pouze v roli náhrad za mladší motorové vozy. Od 15. prosince 2024 jezdí na této lince výhradně elektrické jednotky RegioPanter.
Vývoj trasy (pouze nejdůležitější stanice):
- od 1. ledna 2004: Brno hlavní nádraží – Střelice – Omice
- od 1. září 2005: Brno hlavní nádraží – Střelice – Zastávka u Brna – Vysoké Popovice
- od 1. července 2006: Brno hlavní nádraží – Střelice – Zastávka u Brna – Kralice nad Oslavou
- od 1. července 2007: Brno hlavní nádraží – Střelice – Zastávka u Brna – Náměšť nad Oslavou
- od 15. prosince 2024: Brno hlavní nádraží – Střelice – Zastávka u Brna

### Linka S41

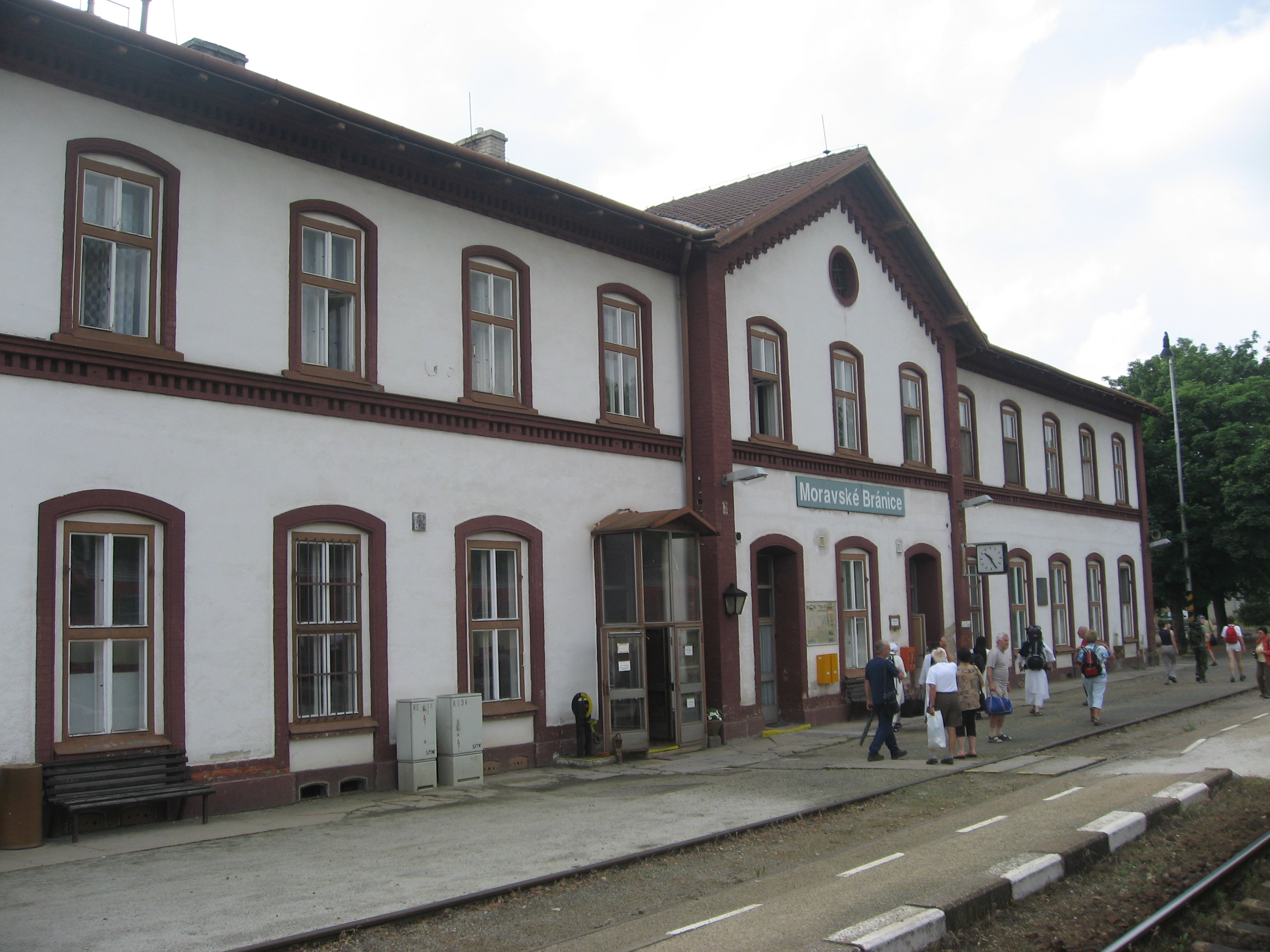
Nádraží v Moravských Bránicích

Linka S41 je v provozu od vzniku IDS JMK v roce 2004. Pod tímto označením jezdí vlaky z Brna do Miroslavi s odbočkou do Oslavan (trať Brno – Hrušovany nad Jevišovkou-Šanov s odbočkou do Oslavan). Část vlaků je v Moravských Bránicích dělena na dvě části, přičemž přední část pokračuje do Miroslavi a zadní část do Oslavan. Od roku 2016 byl zastaven osobní provoz v úseku Ivančice – Oslavany. Od prosince 2019 byla začleněna i trasa z Miroslavi do Hrušovan nad Jevišovkou-Šanova, kterou obsluhovala tímto krokem zaniklá linka S42.
Provoz zajišťují motorové vozy řady 842 ve spojení s řídícími vozy Bfbrdtn, ve špičce také s vozy Bmx. Do roku 2012 byly na lince S4 provozovány také motorové vozy řady 850, od roku 2008 pouze v roli náhrad za mladší motorové vozy.[zdroj?]
Vývoj trasy (pouze nejdůležitější stanice):
- od 1. ledna 2004: Brno hlavní nádraží – Střelice – Silůvky
- od 1. července 2006: Brno hlavní nádraží – Střelice – Moravské Bránice – Oslavany / – Moravský Krumlov
- od 1. července 2010: Brno hlavní nádraží – Střelice – Moravské Bránice – Oslavany / – Moravský Krumlov – Miroslav
- od 11. prosince 2016: Brno hlavní nádraží – Střelice – Moravské Bránice – Ivančice / – Moravský Krumlov – Miroslav
- od 15. prosince 2019: Brno hlavní nádraží – Střelice – Moravské Bránice – Ivančice / – Moravský Krumlov – Miroslav – Hrušovany nad Jevišovkou-Šanov

### Linka S42
Na linku S41 navazovala v Miroslavi linka S42, která pokračovala dále po trati do Hrušovan nad Jevišovkou-Šanova (trať Brno – Hrušovany nad Jevišovkou-Šanov). V provozu byla pouze ve špičkách pracovních dnů a o víkendech. Od prosince 2019 byl tento úsek beze změny rozsahu provozu začleněn pod linku S41. Linka byla v nové trase znovu zavedena 15. prosince 2024 jako přípoj linky S4.
Na lince S42 jezdily v pracovní dny motorové vozy řady 842 s přípojnými vozy Bmx, o víkendech motorová jednotka řady 814. Do roku 2013 byl zajištěn víkendový provoz motorovými vozy řady 809. Od prosince 2024 provoz zajišťuji motorové vozy řady 843 s přípojnými vozy Btn i novější nízkopodlažní vozy řady 841.
Vývoj trasy (pouze nejdůležitější stanice):
- 1. července 2010 – 14. prosince 2019: Miroslav – Hrušovany nad Jevišovkou-Šanov
- od 15. prosince 2024: Zastávka u Brna – Náměšť nad Oslavou – Třebíč

### Linka S5
Linka S5 vznikla 1. ledna 2020 při rozšíření IDS JMK na Uherskohradišťsko. Linka je tvořena spoji společnosti Arriva vlaky, která zajišťuje provoz mezi Starým Městem a Bylnicí. Jeden páteční pár vlaků zajíždí až do Vlárského průsmyku. Všechny spoje jsou zajišťovány motorovými jednotkami Alstom Coradia LINT (řada 846) nebo Stadler GTW (řada 848).[zdroj?]
Vývoj trasy:
- od 1. ledna 2020: Staré Město u Uherského Hradiště – Uherské Hradiště – Kunovice

### Linka S51

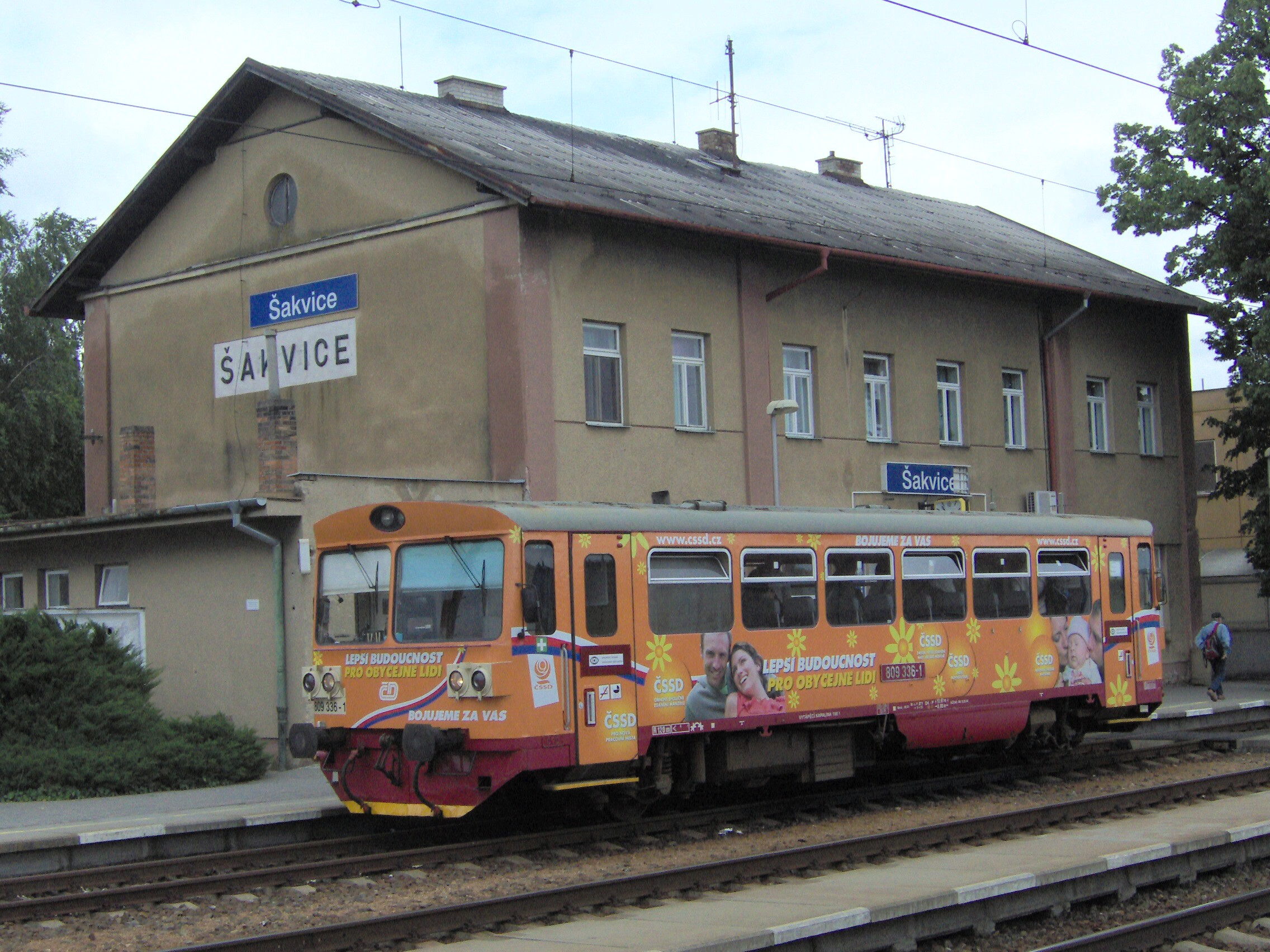
Motorový vůz řady 809 vyčkává na čas odjezdu na lince S51 v Šakvicích

Linka S51 byla původně v provozu na trati Šakvice – Hustopeče u Brna mezi Šakvicemi a městem Hustopeče. V provozu byla pouze v pracovní dny, nasazeny na ní byly motorové vozy řady 809. Po elektrifikaci trati byla prohozena s linkou S3, tudíž označení S51 je použito pro osobní vlaky spojující Šakvice a Břeclav (trať z Brna do Břeclavi). Od roku 2023 jsou na všech spojích nasazeny krajské jednotky Moravia.
Vývoj trasy:
- od 14. prosince 2008: Šakvice – Hustopeče u Brna
- od 13. prosince 2020: Šakvice – Zaječí – Břeclav

### Linka S52
Regionální dráha mezi Zaječím, Kobylím, Čejčí a Hodonínem (trať Hodonín–Zaječí) je v IDS JMK označena jako linka S52. Do integrovaného systému byla zapojena na konci roku 2008 společně s celou jihovýchodní oblastí Jihomoravského kraje. Od 11. června 2023 byl z důvodu nízkého zájmu cestujících provoz v pracovní dny zkrácen do Kobylí na Moravě..
Vývoj trasy (pouze nejdůležitější stanice):
- od 14. prosince 2008: Zaječí – Čejč – Hodonín

### Linka S6
Označení S6 bylo použito pro vlaky jezdící z Brna po Vlárské trati (trať číslo 340) směrem na Kyjov, Veselí nad Moravou a Zlínský kraj. Linka vznikla 1. ledna 2004 současně s IDS JMK a od té doby je postupně prodlužována. V 5. etapě rozšiřování IDS v prosinci 2008 dosáhla Veselí nad Moravou. Jezdí zde soupravy tažené lokomotivou řady 754 a motorové vozy řad 842, 843 a 854. V lednu 2020 byla prodloužena do Zlínského kraje až do Starého Města u Uherského Hradiště.
Vývoj trasy (pouze nejdůležitější stanice):
- od 1. ledna 2004: Brno hlavní nádraží – Brno-Slatina – Blažovice
- od 1. září 2005: Brno hlavní nádraží – Brno-Slatina – Slavkov u Brna
- od 11. prosince 2005: Brno hlavní nádraží – Brno-Slatina – Slavkov u Brna – Bučovice
- od 28. června 2008: Brno hlavní nádraží – Brno-Slatina – Slavkov u Brna – Bučovice – Kyjov
- od 14. prosince 2008: Brno hlavní nádraží – Brno-Slatina – Slavkov u Brna – Bučovice – Kyjov – Bzenec – Veselí nad Moravou
- od 1. ledna 2020: Brno hlavní nádraží – Brno-Slatina – Slavkov u Brna – Bučovice – Kyjov – Bzenec – Veselí nad Moravou – Uherské Hradiště – Staré Město u Uherského Hradiště

### Linka S61
S61 patří společně s S51 a S53 k nejkratším vlakovým linkám v IDS JMK. Od 14. prosince 2008 spojuje po trati Bzenec – Moravský Písek Bzenec (linka S6) s Moravským Pískem (linka S9) a má jedinou mezilehlou zastávku – Bzenec-Olšovec.
Vývoj trasy (pouze nejdůležitější stanice):
- od 14. prosince 2008: Bzenec – Moravský Písek

### Linka S71
Linka S71, která spojuje Vyškov na Moravě s Nezamyslicemi, vznikla 28. června 2008 jako přípoj dálkových vlaků linky R7 (nyní R8). Provoz zde zajišťoval motorový vůz řady 842. Od června 2024 jsou na spoje linky S71 nasazeny elektrické jednotky RegioPanter, které z Nezamyslic pokračují směr Přerov, Uničov a Šumperk.
Vývoj trasy (pouze nejdůležitější stanice):
- od 28. června 2008: Vyškov na Moravě – Nezamyslice

### Linka S8

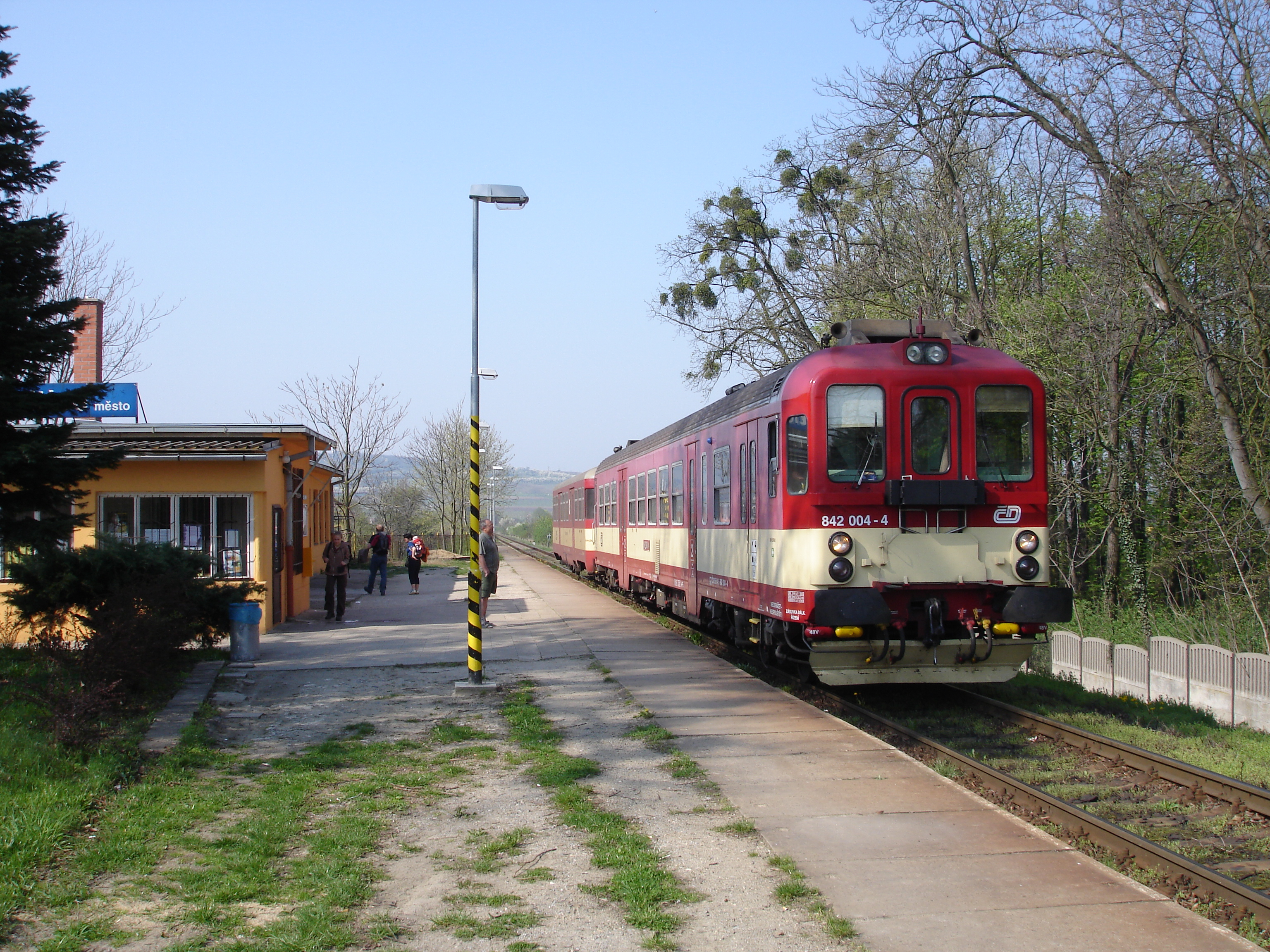
Vlak linky S8 s motorovým vozem řady 842 v zastávce Valtice město

Linku S8 představují vlakové spoje jezdící na trati z Břeclavi směrem na Znojmo (trať Břeclav–Znojmo).
Vývoj trasy (pouze nejdůležitější stanice):
- od 14. prosince 2008: Břeclav – Mikulov na Moravě
- od 1. července 2010: Břeclav – Mikulov na Moravě – Hrušovany nad Jevišovkou-Šanov – Znojmo

### Linka S81
Linku S81 představují vlakové spoje jezdící ze Znojma za hranice Jihomoravského kraje do sousedního Kraje Vysočina. Osobní vlaky jezdí do Okříšek, spěšné do Jihlavy a Havlíčkova Brodu (železniční tratě Znojmo–Okříšky a Brno–Jihlava). Spoje zajišťují motorové jednotky řad 814 a 847.
Vývoj trasy (pouze nejdůležitější stanice):
- od 1. července 2010: Znojmo – Moravské Budějovice

### Linka S82
Na příhraniční elektrizované trati mezi Znojmem a Šatovem je v provozu linka S82 (trať Znojmo–Retz). Vlaky tvořené rakouskými soupravami pokračují dále do Vídně.
Vývoj trasy (pouze nejdůležitější stanice):
- od 1. července 2010: Znojmo–Šatov
- od 15. prosince 2019: Znojmo – Šatov – Retz

### Linka S9
Vlaková linka S9 je v provozu od prosince 2008 na druhém železničním koridoru mezi Břeclaví, Hodonínem a Moravským Pískem (trať Přerov–Břeclav). V letech 2010–2011 byla prodloužena do Lanžhota (trať Břeclav–Kúty), kde nahradila dočasně zrušenou linku S53. Od roku 2023 jsou na vložených spojích Břeclav–Hodonín nasazeny krajské jednotky Moravia. Od prosince 2024 jezdí na této lince také jednotky RegioPanter Českých drah.
Vývoj trasy (pouze nejdůležitější stanice):
- od 14. prosince 2008: Břeclav – Hodonín – Moravský Písek – Moravský Písek zastávka
- od 12. prosince 2010: Lanžhot – Břeclav – Hodonín – Moravský Písek – Moravský Písek zastávka
- od 11. prosince 2011: Břeclav – Hodonín – Moravský Písek – Moravský Písek zastávka
- od 1. ledna 2020: Břeclav – Hodonín – Moravský Písek – Moravský Písek zastávka – Nedakonice – Staré Město u Uherského Hradiště

### Linka S91
Nejvyšší číselné označení vlakových linek IDS JMK nosí regionální spoje z Hodonína přes Veselí nad Moravou do Javorníku nad Veličkou. Tato linka byla začleněna do IDS společně se zbylým územím na jihovýchodě kraje v prosinci 2008. V roce 2014 byla jako vůbec první vlaková linka IDS JMK prodloužena za hranice České republiky, konkrétně do slovenské Myjavy.
Vývoj trasy (pouze nejdůležitější stanice):
- od 14. prosince 2008: Hodonín – Strážnice – Veselí nad Moravou – Javorník nad Veličkou zastávka
- od 1. března 2014: Hodonín – Strážnice – Veselí nad Moravou – Javorník nad Veličkou zastávka – Vrbovce – Myjava

## Dálkové vlakové linky
| Linka | Trasa | Délka linky | Počet stanic | Interval                     | Dopravce    | Vozidla                      |
| ----- | --- | ----------- | ------------ | ---------------------------- | ----------- | ---------------------------- |
| R8    | (Brno-Královo Pole –) Brno hlavní nádraží – Vyškov na Moravě – Nezamyslice (– Bohumín)                                | 61 km       | 3-4          | 60 min                       | RegioJet    | 388 a osobní vozy            |
| R9    | Brno hlavní nádraží – Brno-Královo Pole – Tišnov (– Praha)                                                            | 32 km       | 3            | 60 až 120 min                | České dráhy | 362 a osobní vozy            |
| R11   | Brno hlavní nádraží – Náměšť nad Oslavou (– Plzeň)                                                                    | 43 km       | 2            | 120 min                      | České dráhy | 750.7 nebo 754 a osobní vozy |
| R12   | Brno hlavní nádraží – Vyškov na Moravě – Nezamyslice (– Šumperk)                                                      | 61 km       | 3            | 120 min                      | České dráhy | 362 a osobní vozy            |
| R13   | Brno hlavní nádraží – Břeclav – Hodonín – Staré Město u Uh. Hradiště (– Olomouc)                                      | 113 km      | 10           | 60 až 120 min                | České dráhy | 660                          |
| R19   | Brno hlavní nádraží – Blansko – Letovice – Březová nad Svitavou (– Praha)                                             | 57 km       | 5            | 120 min                      | České dráhy | 660                          |
| R50   | (Praha –) Brno-Židenice – Brno hlavní nádraží – Břeclav (– Bratislava/Budapešť/Vídeň)                                 | 61 km       | 3            | 60 až 240 min                | RegioJet    | 383, 386, 388 a osobní vozy  |
| R54   | Brno hlavní nádraží – Náměšť nad Oslavou (– Třebíč)                                                                   | 43 km       | 2            | pondělí–pátek dva páry denně | České dráhy | 842, 854, Bdtn, ABfbrdtn     |
| R56   | Brno hlavní nádraží – Slavkov u Brna – Kyjov – Veselí nad Moravou – Staré Město u Uh. Hradiště/Kunovice (– Bojkovice) | 109 km      | 15           | 120 min                      | České dráhy | 842, 854, Bdtn, ABfbrdtn     |

### Linka R8
Linka R8 vznikla v prosinci 2016 při přečíslování rychlíkových linek IDS JMK vyčleněním části rychlíků na trati z Brna do Vyškova, které dále pokračují do Přerova. Téměř všechny vlaky této linky zastavují pouze v Brně a Vyškově. Od 15. prosince 2019 tuto linku provozuje soukromý dopravce RegioJet a zároveň byla většina spojů prodloužena až do stanice Brno-Královo Pole. Po dobu rekonstrukce stanice Brno-Královo Pole je linka opět výchozí z hlavního nádraží.
Vývoj trasy (pouze nejdůležitější stanice):
- od 11. prosince 2016: Brno hlavní nádraží – Vyškov na Moravě – Nezamyslice
- od 15. prosince 2019: Brno-Královo Pole – Brno hlavní nádraží – Vyškov na Moravě – Nezamyslice

### Linka R9Vysočina
Před vznikem linky R3 v prosinci 2007 nebyly rychlíky na trati mezi Brnem a Tišnovem zaintegrovány. Od prosince 2016 je linka označena číslem R9. Od prosince 2026 má linku provozovat RegioJet s elektrickými jednotkami od polské společnosti PESA.
Vývoj trasy (pouze nejdůležitější stanice):
- od 9. prosince 2007: Brno hlavní nádraží – Tišnov

### Linka R11Rožmberk
Linka R11 vznikla pro rychlé spojení Brna a Náměště nad Oslavou (trať Brno–Jihlava) v prosinci 2007 pod označením R4. Před tímto datem nebyly zdejší rychlíky a spěšné vlaky do IDS JMK zapojeny. Od prosince 2016 je linka označena číslem R11. Všechny vlaky linky R11 zastavují pouze ve stanicích Brno hlavní nádraží a Náměšť nad Oslavou.
Vývoj trasy (všechny stanice):
- od 9. prosince 2007: Brno hlavní nádraží – Náměšť nad Oslavou

### Linka R12Bouzov
R12 je první rychlíkovou (dálkovou) linkou vzniklou v IDS JMK. Jejím účelem bylo spojení Brna s Vyškovem (po trati Brno–Přerov), přičemž mezi Křenovicemi a Vyškovem byl kvůli jednokolejné trati zastaven provoz obyčejných osobních vlaků. Stanice a zastávky Holubice, Velešovice a Komořany u Vyškova byly pro osobní dopravu zrušeny, na některých ostatních nádražích zastavují pouze vybrané spoje. Linka vznikla v prosinci 2005 pod označením R7, od prosince 2016 je označena číslem R12.
Vývoj trasy (pouze nejdůležitější stanice):
- od 11. prosince 2005: Brno hlavní nádraží – Vyškov na Moravě
- od 28. června 2008: Brno hlavní nádraží – Vyškov na Moravě – Nezamyslice

### Linka R13Moravan
Nejdelší dálkovou linkou IDS JMK je linka R13 zřízená v prosinci 2008 původně pod označením R5. Začíná v Brně, po trati 250 dojede do Břeclavi, kde úvraťuje a pokračuje po trati 330 přes Hodonín do Moravského Písku, přičemž vlaky dále pokračují již mimo IDS JMK do Olomouce. Od prosince 2016 je linka označena číslem R13. Od ledna 2020 je linka prodloužena do Zlínského kraje až do stanice Staré Město u Uherského Hradiště, odkud vlaky dále pokračují již mimo IDS JMK do Olomouce.
Vývoj trasy (pouze nejdůležitější stanice):
- od 14. prosince 2008: Brno hlavní nádraží – Břeclav – Moravský Písek
- od 1. ledna 2020: Brno hlavní nádraží – Břeclav – Moravský Písek – Staré Město u Uherského Hradiště

### Linka R19Svitava
Předchůdci dálkové linky R19 bylo několik vybraných rychlíků a spěšných vlaků, které mezi Brnem a Blanskem (trať Brno – Česká Třebová) byly označeny jako linka S2, přičemž zastavovaly pouze v těchto stanicích. První takové vlaky se v jízdním řádu objevily již od počátku provozu IDS JMK 1. ledna 2004. Jejich počet postupně narůstal, ale regulérní linka R2 byla zřízena až v prosinci 2007. Od prosince 2016 je linka označena číslem R19. V úseku Moravská Chrastová – Březová nad Svitavou jsou zaintegrovány pouze spěšné vlaky.
Vývoj trasy (pouze nejdůležitější stanice):
- od 9. prosince 2007: Brno hlavní nádraží – Blansko – Březová nad Svitavou

### Linka R50
V lednu 2019 byly během výluky brněnského hlavní nádraží komerční spoje dopravce RegioJet mezi Břeclaví a Brnem zahrnuty do systému IDS JMK jako linka R50. V systému je však výjimkou, přepravují se pouze sedící cestující s místenkou, která je tvořena jednorázovým jízdním dokladem IDS JMK zakoupeným prostřednictvím mobilní aplikace IDS JMK Poseidon.
Vývoj trasy (všechny stanice):
- od 8. ledna 2019: Brno-Židenice – Brno dolní nádraží – Břeclav

### Linka R54Horácký expres
Linka R54 vznikla pro doplnění rychlého spojení Brna a Náměště nad Oslavou (trať Brno–Jihlava) v prosinci 2019. Jedná se o dva páry spěšných vlaků, v jízdním řádu nesoucí název Horácký expres, doplňující v přepravní špičce interval mezi rychlíky linky R11, v jízdním řádu pojmenovaných jako Rožmberk. Provoz těchto vlaků je hrazen krajem Vysočina, proto jsou formálně vedeny pod jinou linkou, platí v nich však v daném úseku tarif IDS JMK. Všechny vlaky linky R54, stejně jako linky R11, zastavují pouze ve stanicích Brno hlavní nádraží a Náměšť nad Oslavou.
Vývoj trasy (všechny stanice):
- od 15. prosince 2019: Brno hlavní nádraží – Náměšť nad Oslavou

### Linka R56
Linka R56 tvoří zrychlené spojení Brna a měst jihovýchodně od něj (např. Kyjov nebo Veselí nad Moravou) po Vlárské dráze. Některé vybrané spěšné vlaky byly na této trati začleněny do IDS JMK již v prosinci 2005 pod označením linky S6. Samotná linka R6 vznikla o tři roky později. Od prosince 2016 je linka označena číslem R56. V lednu 2020 byla linka prodloužena do Zlínského kraje až do stanice Staré Město u Uherského Hradiště, několik spojů je vedeno do stanice Kunovice, ty pak pokračují mimo IDS JMK do Bojkovic.
Vývoj trasy (pouze nejdůležitější stanice):
- od 9. prosince 2007: Brno hlavní nádraží – Bučovice
- od 28. června 2008: Brno hlavní nádraží – Bučovice – Kyjov
- od 14. prosince 2008: Brno hlavní nádraží – Bučovice – Kyjov – Veselí nad Moravou
- od 1. ledna 2020: Brno hlavní nádraží – Bučovice – Kyjov – Veselí nad Moravou – (Kunovice)/ – Uherské Hradiště – Staré Město u Uherského Hradiště

## Zrušené linky

### Linka S1
Příměstská linka S1 byla zřízena 9. prosince 2007. Jejím účelem je svoz zaměstnanců z oblasti severozápadně od Brna do průmyslové zóny Černovická terasa. Byla také první linkou, která se zcela vyhýbala brněnskému hlavnímu nádraží. Byla vedena po trati Brno – Havlíčkův Brod (v úseku Tišnov – Brno-Židenice – Hrušovany u Brna) a po Vlárské dráze (Brno-Židenice – Brno-Slatina).
Linka S1 byla v provozu pouze ve špičkách pracovních dnů. Provoz byl v roce 2008 poměrně malý (pět dvojic spojů denně), od nového jízdního řádu v prosinci 2008 ale byl rozšířen zároveň s prodloužením některých spojů z Kuřimi do Tišnova. S celostátní změnou jízdních řádů na konci roku 2010 vznikla druhá větev linky S1 vedoucí z Hrušovan u Brna nákladním průtahem přes Brno dolní nádraží (bez zastavení) do Židenic a dále do Tišnova (pouze tento směr). V roce 2012 došlo ke zrušení této větve a linka S1 byla omezena pouze na několik spojů denně. Zajímavostí byla jízda 2 spojů, které byly o letních prázdninách vedeny jako linka S6 z Nemotic do stanice Brno-Slatina, odkud pokračovaly jako linka S1 do stanice Brno-Královo Pole. Linka S1 byla naposledy v provozu 13. prosince 2014, k začátku platnosti nového jízdního řádu následujícího dne byla zrušena.
Zprovoznění linky S1 bylo spojeno s opětovným významnějším nasazením elektrických lokomotiv řady 210 do pravidelné osobní dopravy na Brněnsku ve spojení s vozy Bdmtee. V průběhu roku 2008 byl jejich provoz omezen ve prospěch nově dodávaných motorových jednotek řady 814.2. Obě řady z provozu na lince S1 odešly v roce 2012, kdy byla zrušena větev přes Brno-dolní nádraží a vozba ranního vlaku do Brna-Slatiny byla předána řadě 714, kterou v roce 2013 nahradila řada 842 (v obou případech ve spojení s vozy Bdtn).[zdroj?]
Vývoj trasy (pouze nejdůležitější stanice):
- od 9. prosince 2007: Kuřim – Brno-Královo Pole – Brno-Židenice – Brno-Slatina
- od 14. prosince 2008: Tišnov – Kuřim – Brno-Královo Pole – Brno-Židenice – Brno-Slatina
- od 12. prosince 2010: Tišnov – Kuřim – Brno-Královo Pole – Brno-Židenice (← Modřice ← Hrušovany u Brna) – Brno-Slatina
- 9. prosince 2012 – 13. prosince 2014: Tišnov – Kuřim – Brno-Královo Pole – Brno-Židenice – Brno-Slatina

### Linka S33
Linka S33 byla zavedena v roce 2018 jako dočasná výluková linka kvůli částečnému uzavření brněnského hlavního nádraží, které procházelo rekonstrukcí. V provozu byla necelý rok.
Vývoj trasy:
- 9. prosince 2018 – 29. listopadu 2019: Brno-Královo Pole – Brno-Lesná – Brno-Židenice – Brno hlavní nádraží

### Linka S53
Spojení mezi pohraničním městem Lanžhotem a Břeclaví (trať Břeclav–Kúty) zajišťovala v letech 2008 až 2021 kromě autobusové linky i vlaková linka S53, která byla jednou z nejkratších v integrovaném systému a neměla ani žádnou mezilehlou stanici. V letech 2010–2011 byla nahrazena prodlouženou linkou S9. Od 12. prosince 2021 byl provoz osobních vlaků na trati zastaven z důvodu snížení její kapacity během modernizace, byla tedy zrušena i linka S53 a obslužnost je zajišťována souběžně vedenou autobusovou linkou 572.
Vývoj trasy:
- 14. prosince 2008 – 11. prosince 2010: Břeclav – Lanžhot
- 11. prosince 2011 – 11. prosince 2021: Břeclav – Lanžhot

### Linka S7
Existence linky S7 měla pouze krátké trvání. Vznikla 1. ledna 2004 se spuštěním první etapy IDS JMK jako rychlé spojené Chrlic s centrem Brna (trať Brno–Přerov). Přesně o rok později byla nahrazena prodloužením linky S2 z brněnského hlavního nádraží právě do Chrlic. Na lince S7 jezdily vlaky tažené lokomotivami řady 363.[zdroj?]
Vývoj trasy:
- 1. ledna 2004 – 31. prosince 2004: Brno hlavní nádraží – Chrlice

### Linka S92
Provoz osobní vlakové dopravy byl na trati Hodonín – Holíč ukončen v roce 2004. Roku 2019 byla na tomto úseku uvedena do provozu dočasná linka S92. Provozu byl zahájen 22. července 2019, ukončen byl 31. října 2019. Linka byla provozována jako náhradní vlaková doprava za autobusovou linku 910 v úseku Hodonín – Holíč (Slovensko). Důvodem výluky bylo uzavření silnice I/51 kvůli opravě mostu.
Vývoj trasy:
- 22. července 2019 – 31. října 2019: Hodonín – Hodonín zastávka – Holíč nad Moravou